# Семёновка (Калачинский район)
Семёновка — деревня в Калачинском районе Омской области России. Входит в состав Великорусского сельского поселения.

## История
Основана в 1902 году. В 1928 году посёлок Семёновский состоял из 146 хозяйств, основное население — немцы. Центр Семёновского сельсовета Ачаирского района Омского округа Сибирского края.

## Население
| 2002 | 2010 |
| ---- | ---- |
| 374  | ↘304 |